# Claudine Dupuis
Andrée Esther Chaloum, beter bekend onder haar artiestennaam Claudine Dupuis (Parijs, 1 mei 1924 - Lisieux, 26 mei 1991) was een Franse filmactrice.

## Biografie
Ze trouwde in 1951 met regisseur Alfred Rode (1905-1979) die haar vanaf 1947 liet rondreizen op tournee door Frankrijk, Italië en Spanje. Ze aarzelde niet om haar sexappeal te laten zien en was ongeveer tien jaar lang een erg populaire ster,  vooral bekend voor zwoele rollen, met films die meestal door haar man werden geregisseerd. Ze stond op talloze voorpagina's van tijdschriften in de jaren veertig en vijftig. 
In 1961 stopte ze met haar filmcarrière om samen met haar man en moeder een hotel en restaurant te beheren. Ze stierf in 1991 en ligt begraven te Deauville.

## Filmografie
- 1945: François Villon d'André Zwoboda: Huguette de Hainaut
- 1945: La Ferme du pendu de Jean Dréville: La Mauffe, la femme facile
- 1946: La Foire aux chimères de Pierre Chenal
- 1946: Chemins sans lois de Guillaume Radot
- 1946: Les Atouts de Monsieur Wens d'Emile-Georges De Meyst: Jeannette
- 1947: Quai des Orfèvres de Henri-Georges Clouzot: Manon, la prostituée en cellule
- 1947: Fort de la solitude et Ras el Gua, le fort de la solitude de Robert Vernay: Marie
- 1947: Cargaison clandestine de Alfred Rode
- 1948: La Maudite ou Passeurs d'or d'Emile-Georges De Meyst, Norbert Benoit et Marcel Jauniaux: Laura
- 1948: Le Crime des justes de Jean Gehret
- 1949: La Maison du printemps de Jacques Daroy: Jeanne
- 1950: Plus fort que la haine (Gli inesorabili) de Camillo Mastrocinque: Stellina Luparello
- 1950: Brigade volante (Il bivio) de Fernando Cerchio: Giovanna
- 1951: Boîte de nuit d'Alfred Rode: Gina, la vedette
- 1951: Jep le traboucaire de Jean Faurez (film inachevé)
- 1951: Sergil chez les filles de Jacques Daroy: Lily, une prostituée
- 1952: Les Sept Péchés capitaux de Carlo Rim, pour le sketch: La gourmandise: La paysanne
- 1952: Tourbillon d'Alfred Rode: Lily Latour
- 1953: La Fille perdue de Jean Gourguet: Marguerite Legoff / Rita
- 1953: Le Bal des nations (Bal der Nationen) de Karl Ritter: Marianne
- 1954: C'est... la vie parisienne d'Alfred Rode: Cri-Cri Delagrange / Christine Weston
- 1954: Les pépées font la loi de Raoul André: Elvire, une "Pépée"
- 1955: La Môme Pigalle d'Alfred Rode: Arlette Sidon
- 1955: Il bivio de Fernando Cerchio: Giovanna
- 1955: La Mégère apprivoisée (La fierecilla domada / La vergine ribelle) d'Antonio Román: Blanca
- 1955: Les Pépées au service secret de Raoul André: Elvire, une "Pépée"
- 1956: Le Château des amants maudits (Beatrice Cenci) de Riccardo Freda: Martina
- 1956: Adorables démons de Maurice Cloche: Régine Rex
- 1957: Paris clandestin de Walter Kapps: Mado
- 1957: Jeunesse romaine (I dritti) de Mario Amendola: Sora Gina
- 1957: La Fille de feu d'Alfred Rode: Fern Heldt
- 1958 De l'or dans la vallée (Cuatro en la frontera) d'Antonio Santillán: Isabelle
- 1958: Rue de la peur (Los Cobardes) de Juan Carlos Thorry: Irène Rubio
- 1958: Panique au Music-hall d'Antonio Santillan: Rosine Vidal
- 1959: Visa pour l'enfer d'Alfred Rode: Mado
- 1961: Dossier 1413 ou Les Ballets roses de Michel Boisrond: Doris

## Theater
- 1947: Mort ou vif door Max Régnier, geregisseerd door Christian-Gérard, Théâtre de l'Étoile

## Iconografie
- Claudine Dupuis, lithografische poster van Paul Colin, 1945.[1]